# Svartkindad astrild
Svartkindad astrild (Coccopygia melanotis) är en fågel i familjen astrilder inom ordningen tättingar.

## Utseende och läte
Svartkindad astrild är en mycket liten och färgglad astrild. Den har gråaktig undersida, olivgrön rygg och tydlig scharlakansrött på övergump och övre stjärttäckare. Hanen har en svart fläck på strupen som honan saknar. Grönryggig astrild är mycket lik svartkindad astrild, men buken har mer beigefärgad anstrykning och hanen saknar den svarta strupen. Lätet består av ett ljust och sorgsamt "swee-swee" (därav det engelska namnet Swee Waxbill) och "seeet". 

## Utbredning och systematik
Fågeln förekommer i södra Zimbabwe, östra och södra Sydafrika, Swaziland och Lesotho samt allra sydvästligaste Moçambique. Vissa behandlar angolaastrilden (Coccopygia bocagei) som underart till melanotis.

## Levnassätt
Svartkindad astrild hittas i öppna områden intill skog, i buskage eller i lummiga trädgårdar. Där ses den i par eller smågrupper födosökande efter gräsgrön och små insekter.

## Status
Arten har ett stort utbredningsområde och beståndet anses vara stabilt. Internationella naturvårdsunionen IUCN listar den därför som livskraftig (LC).